# Antigone antigone

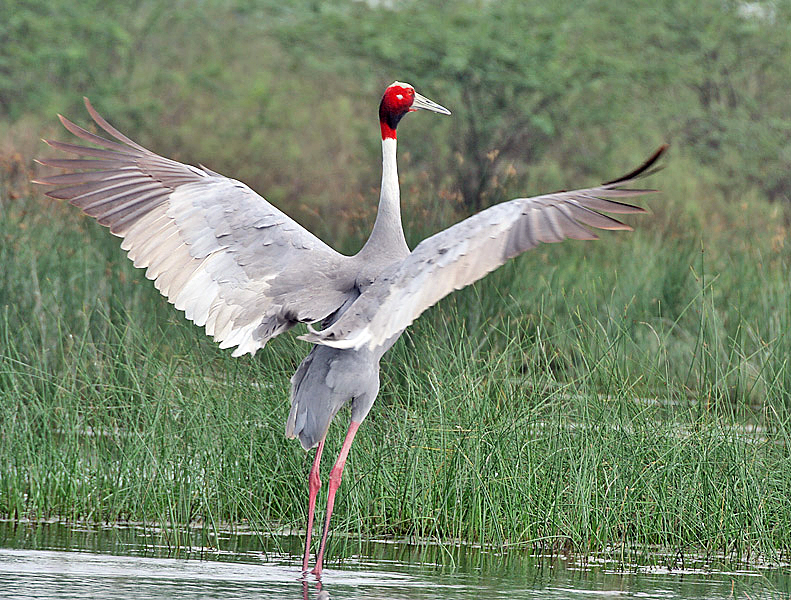
Esemplare di Grus antigone al ali spiegate.

La gru antigone (Antigone antigone (Linnaeus, 1758)) è una grande gru stanziale che vive in alcune parti del subcontinente indiano, sud-est asiatico e in Australia.
In posizione eretta raggiunge un'altezza massima di quasi 2 metri rendendosi ben visibile e iconica tra le specie tipiche delle zone umide aperte. È facilmente distinguibile, dalle altre gru delle regioni citate, dal colore grigio complessivo e dal contrasto con il rosso della parte superiore del collo e del capo. Si nutre, nelle paludi e zone umide poco profonde, di radici, tuberi, insetti, crostacei e piccole prede vertebrate. Come altre gru, forma legami di coppia duraturi e mantiene i territori all'interno dei quali svolge esibizioni territoriali e di corteggiamento che comprendono forti schiamazzi, salti e movenze simili a danze. In India è considerata simbolo di fedeltà coniugale e si ritiene che si accompagni per tutta la vita con lo stesso partner e languisca la perdita del compagno/compagna fino al punto di morire di fame. La stagione riproduttiva principale è durante la stagione delle piogge, quando la coppia costruisce un nido enorme: una piattaforma circolare di canne ed erbe di quasi due metri di diametro e alta a sufficienza per galleggiare sopra l'acqua circostante. Il numero di esemplari è diminuito notevolmente nel XX secolo ed è stato suggerito che la popolazione attuale sia un decimo o meno dei capi presenti a metà del 1800. La roccaforte della specie è in India, dove è tradizionalmente venerata e vive in terreni agricoli in prossimità degli esseri umani. Altrove, la specie è stata estirpata in molte parti del suo areale tradizionale.

## Descrizione

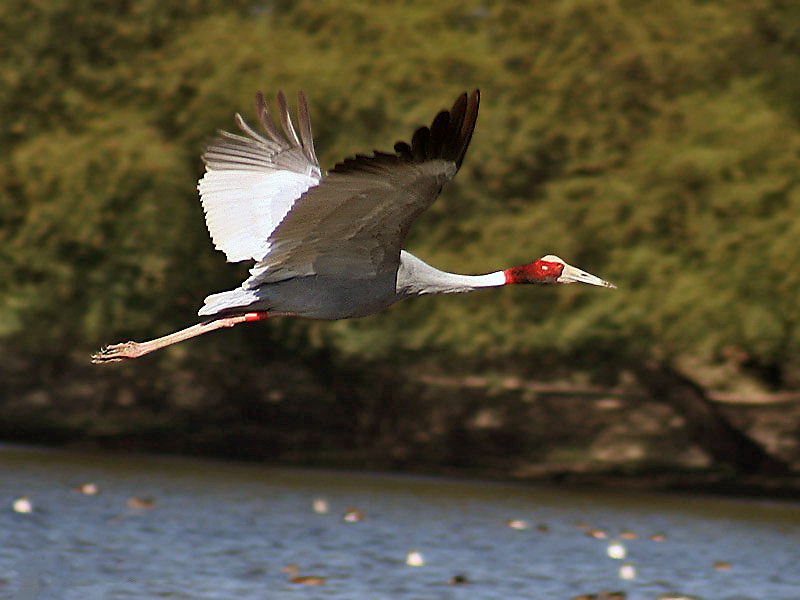
Durante il volo, le penne primarie nere contrastano con le ali altrimenti grigie (Bharatpur), India.

L'uccello adulto è molto grande con ali e corpo grigio, testa rossa nuda, come la parte superiore del collo, corona grigia e un lungo becco grigio-verde. Durante il volo, il lungo collo viene tenuto dritto, a differenza dell'airone, che lo piega all'indietro, e sono visibili le punte delle ali nere. Le lunghe gambe rosa sono in linea con il corpo ed il collo. Questo uccello ha orecchie grigie coperte di piume, un'iride rosso-arancio e un becco grigio-verdastro. I giovani hanno una zona giallastra intorno al becco e la testa marrone-grigia è completamente piumata.
La pelle rossa nuda della testa e del collo dell'adulto è più luminosa durante la stagione riproduttiva. Questa pelle è ruvida e coperta da follicoli piliferi, mentre una ristretta area intorno e dietro la testa è coperta da piume nere e ispide. I sessi non differiscono nel piumaggio anche se i maschi sono in media più grandi delle femmine. Il soggetto maschile della popolazione indiana può raggiungere un'altezza massima di circa 180 cm rendendolo così il più alto uccello in volo esistente al mondo. Il peso del soggetto adulto oscilla tra i 6,8 e i 7,8 kg, mentre gli adulti sharpii possono in media raggiungere gli 8,4 kg. In tutta la gamma il peso può variare da 5 a 12 kg, l'altezza tipicamente oscilla tra 115 e 167 cm. e l'apertura alare tra 220 e 250 cm.
Mentre le popolazioni nordiche sono tra le gru più pesanti, assieme a Grus japonensis e Grus carunculata, e più grandi nella loro gamma, gli uccelli dell'Australia tendono ad essere più piccoli. In Australia possono facilmente essere scambiati per il più diffuso brolga. Quest'ultimo ha la colorazione rossa confinata alla sola testa e non si estende sul collo. La massa corporea nelle gru antigone australiane è mediamente di 6,68 kg. nei maschi e 5,25 nelle femmine, con una oscillazione, per entrambi i sessi, tra 5,0 e 6,9 kg. Pertanto, gli esemplari australiani pesano in media circa il 25% in meno rispetto ai loro simili settentrionali e sono marginalmente più leggeri, in media, rispetto ai brolga.

## Distribuzione e habitat
La specie è stata storicamente ampiamente diffusa sulla pianura dell'India lungo il Gange, estendendosi a sud fino a Godavari, a ovest verso la costiera del Gujarat, al distretto di Tharparkar in Pakistan, e ad est fino al Bengala Occidentale e all'Assam. La specie non si riproduce più in Punjab, anche se vi sverna regolarmente. È rara e presente in piccolo numero nel Bengala occidentale e nell'Assam, e rarissima o scomparsa nel Bihar. In Nepal, la sua distribuzione è ristretta ai distretti delle pianure occidentali, con la maggior concentrazione a Rupandehi, Kapilvastu e Nawalparasi.
Esistono due distinte popolazioni di gru antigone del sud-est asiatico: la popolazione del nord in Cina e Myanmar e quella del sud in Cambogia e Vietnam. Un tempo era presente anche in Thailandia e nelle Filippine, ma oggi è estinta in entrambi i paesi. Nel 2011, 24 gru antigone, allevate in cattività e prelevate da cinque diversi allevamenti in Cambogia, sono state reintrodotte in Thailandia. In Australia si trova soltanto nella zona nord, ed è parzialmente migratoria in altre zone. Il suo habitat globale si è ridotto e la più grande area occupata è ora in India. Con le paludi in gran parte distrutte, la gru è sempre più dipendente dalle risaie in India. Anche se ora si trova prevalentemente a bassa quota in pianura, ci sono alcuni documenti storici che dimostrano l'antica presenza nelle paludi delle terre alte più a nord in Harkit Sar e Kahag in Kashmir. Si riproduce nella riserva di Pong Dam nell'Himachal Pradesh, dove la popolazione è cresciuta in seguito all'aumento dei terreni coltivati a riso che ne hanno obbligato l'allontanamento. Nel distretto dell'Uttar Pradesh, intensivamente coltivato a riso, la sua presenza è più elevata nella zona occidentale, intermedia in quella centrale e minimale nell'orientale. La sua abbondanza viene positivamente associata alla percentuale di zone umide e negativamente dalla percentuale di superfici coltivate a riso.
In Australia esistono due popolazioni isolate, una ad ovest di Kimberley e ad est nella Terra di Arnhem nel Territorio del Nord ed un'altra a Burketown fino a Townsville. Non è invece presente nella penisola di Capo York a nord di Weipa. Risulta normalmente presente nel Parco nazionale Kakadu, dove la specie è molto difficile da individuare tra i più numerosi brolga e nell'altopiano Atherton nel Queensland.
La gru antigone preferisce le zone umide o porzioni di terreni non coltivati in mezzo alle risaie allagate (chiamati localmente khet-taavadi)) per la nidificazione in India. Le coppie nidificanti sono territoriali e preferiscono il foraggio delle zone umide naturali, anche se le colture umide come riso e grano sono anche abbastanza frequentate. Nel'Uttar Pradesh sud-occidentale, il numero di esemplari è aumentato in funzione della dimensione delle zone umide, anche se sono stati trovati in zone umide di tutte le dimensioni, nonostante un ampio uso di esse da parte dell'uomo.

## Tassonomia

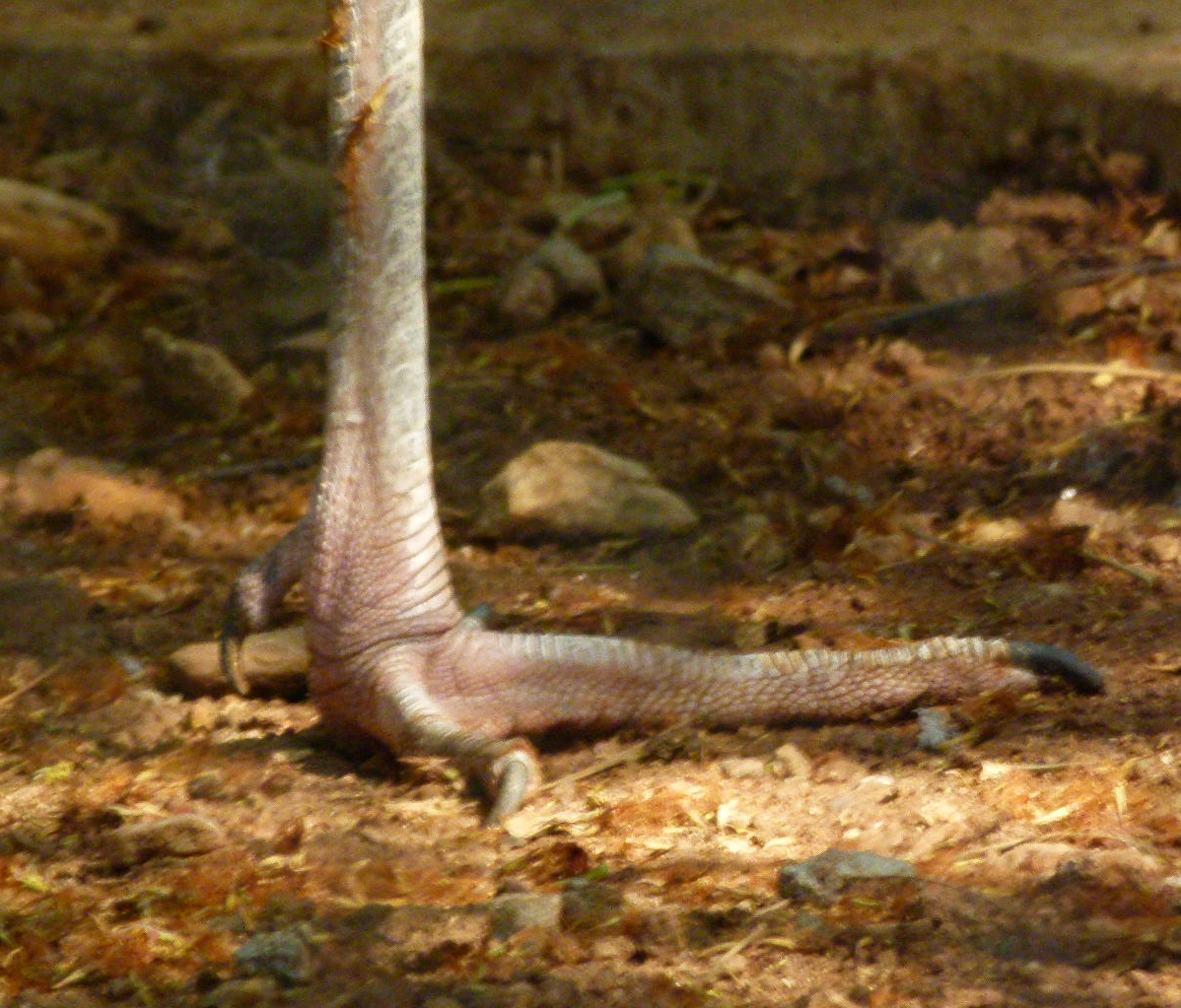
Tutte le gru hanno un dito posteriore molto ridotto.

Le specie vennero descritte da Linnaeus nel 1758 e poste nel genus Ardea che comprendeva i più grandi aironi. Edward Blyth pubblicò una monografia sulle gru nel 1881, nella quale considerò la "gru" dell'India suddivisa in due specie, Grus collaris e Grus antigone. La maggior parte degli autori moderni riconoscono una specie con tre popolazioni disgiunte che sono state trattate come sottospecie, anche se lo stato di una popolazione estinta nelle Filippine è incerto. La sottospecie dall'India è la più grande e ad est della Birmania è sostituita dalla razza sharpii che si estende alle isole del sud-est asiatico. I soggetti del subcontinente indiano sono ben marcati e differenziati avendo un colletto bianco sotto la testa nuda e la parte superiore del collo, bianco e penne terziarie remiganti. Alcuni autori considerano antigone e sharpii come rappresentanti di una popolazione in variazione clinale. La razza australiana, inizialmente considerata sharpii (talvolta detta sharpei ma emendata secondo le regole della grammatica latina) è stata separata e nominata come razza gilliae (a volte scritto gillae o anche gilli). La razza australiana è stata designata solo nel 1988, con la specie stessa trovata in Australia nel 1969, e considerata come immigrata. I nativi australiani, tuttavia, differenziano la gru antigone dal brolga e la chiamato "gru che immerge la testa nel sangue". La razza australiana ha un piumaggio più scuro e una più grande macchia grigia sulle piume che coprono le orecchie. Questa popolazione mostra la divergenza più recente dalla forma ancestrale con una stima di 3000 generazioni di riproduzione in Australia. Un ulteriore sottospecie luzonica è stata suggerita per la popolazione un tempo trovata, ma ora estinta, nelle Filippine. Nessun carattere distintivo è noto e può essere sinonimo sia di gilliae che di sharpii.

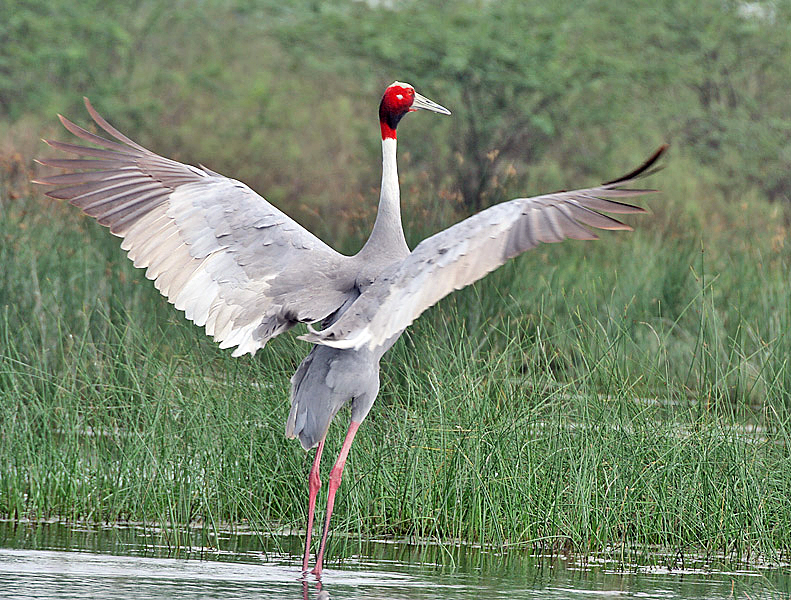
Esemplare fotografato ad Hodal, India

L'analisi del DNA mitocondriale di un numero limitato di esemplari, ha suggerito che non vi fu flusso genico all'interno delle popolazioni asiatiche continentali fino alle riduzioni del XX secolo e che l'Australia venne colonizzata solo nel tardo pleistocene, circa 35.000 anni addietro. Ciò è stato avvalorato dall'analisi del nuclear DNA microsatellite pari a quattro volte il piano di campionamento. Questo studio suggerisce inoltre che la popolazione australiana è abbastanza consanguinea. Come esiste la possibilità di (limitata) ibridazione con il brolga geneticamente distinto, la gru antigone australiana si può considerare una specie incipiente.

### Etimologia
Il nome volgare di sarus deriva dall'hindi ("sāras") per la specie. Il termine hindi deriva dal sanscrito sarasa dal significato di "uccello di lago", (talvolta corrotto in sārhans). Mentre gli indiani venerano la specie, i soldati britannici nell'India coloniale cacciavano l'uccello, definendolo il serious o anche cyrus. Il nome specifico di antigone — dalla figlia di Edipo, che si impiccò — potrebbe derivare dal collo e testa nudi dell'uccello.

## Ecologia e comportamento
A differenza di molte altre gru che hanno una lunga tradizione migratoria, la gru antigone è in gran parte non migratoria, tuttavia, essa può compiere spostamenti a breve distanza a seguito di condizioni di pioggia o di asciutto. L'unica popolazione migratoria è nel sud-est asiatico. Le coppie che allevano dei piccoli difendono il territorio da altre gru utilizzando un vasto repertorio di chiamate e atteggiamenti. Nell'Uttar Pradesh, meno di un decimo delle coppie nidificanti si trova in zone umide, mentre la maggior parte vive isolata lontano dalle principali zone umide. Gli uccelli che non sono nel periodo della riproduzione, sono strutturati in stormi di varie dimensioni che variano da 1 a 430 uccelli. Nelle zone semiaride, le coppie nidificanti e i loro piccoli, già capaci di volare, partono dai territori, nella stagione secca, per unirsi agli altri non in riproduzione. Nelle zone con acqua perenne, come nelle pianure occidentali dell'Uttar Pradesh, le coppie nidificanti mantengono perennemente i territori. La più grande zona di riproduzione è di 29 km² e si trova nel parco nazionale di Keoladeo – dove si trovano stormi fino a 430 uccelli, e nelle zone umide dei distretti Etawah e Mainpuri in Uttar Pradesh, dove si trovano gruppi da 245 a 412 esemplari. Stormi di oltre 100 uccelli sono regolarmente segnalati dal Gujarat all'Australia. Durante la stagione riproduttiva, le coppie nidificanti rimangon per allevare la prole mentre gli uccelli non in riproduzione si spostano in zone umide e le popolazioni locali possono apparire diminuite. Le popolazioni di gru antigone, nel parco nazionale di Keoladeo, sono state notate ridursi dagli oltre 400 uccelli in estate a soli 20 uccelli durante il monsone. In aree con zone umide perenni, come nell'Uttar Pradesh occidentale, il numero di gru antigone non in riproduzione può essere relativamente stabile durante tutto l'anno. Nei distretti Etawah-Mainpuri, invece, costituiscono fino al 65% della popolazione regionale.

Età e cambio del piumaggio.

Esse sostano in acque poco profonde, dove possono essere al sicuro da alcuni predatori terrestri. Gli adulti non mutano le piume ogni anno ma una volta ogni due o tre anni.

### Alimentazione

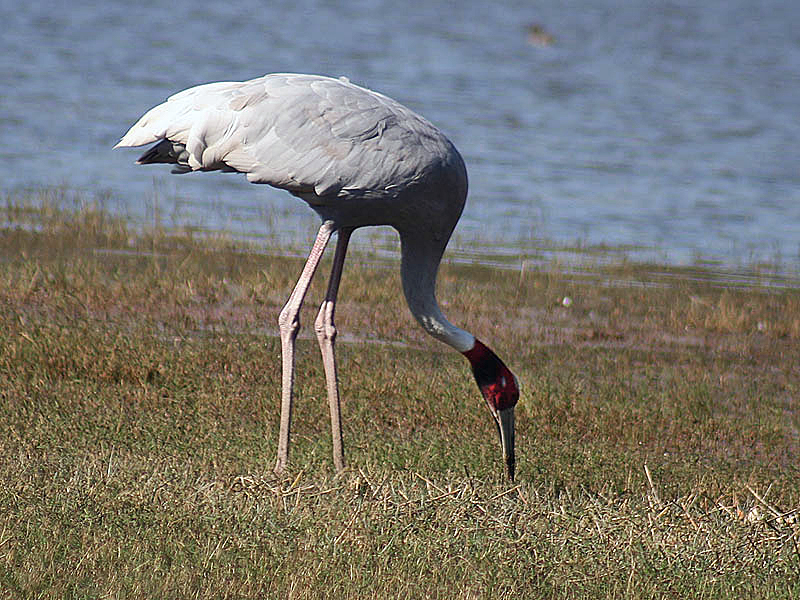
Alimentazione in zone umide (Bharatpur)

Il cibo delle gru antigone, in acque poco profonde (di solito con meno di 30 cm. d'acqua) o nei campi, spesso si trova nel fango e viene preso con i loro lunghi becchi. Sono onnivore e mangiano rane, insetti, piante acquatiche, pesce (forse solo in cattività), crostacei e semi. Di tanto in tanto affrontano vertebrati più grandi come i serpenti d'acqua (Xenochrophis piscator), e solo raramente si cibano di uova di uccelli e tartarughe. Tra i cibi di natura vegetale vi sono tuberi, piante acquatiche, erba spara semi e cereali provenienti da coltivazioni quali arachidi e riso.

### Corteggiamento e riproduzione

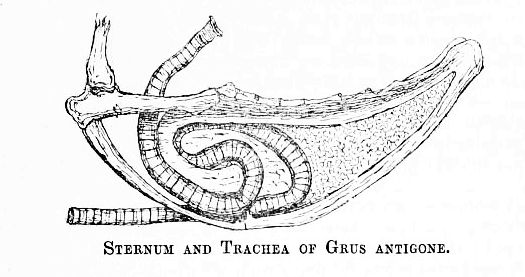
La lunga trachea che produce il classico richiamo a trombetta.

La gru antigone possiede un forte e strombazzante richiamo. Questo suono, come in altre gru, è prodotto dalla lunga trachea a bobina situata all'interno della regione sternale. Le coppie possono indulgere in spettacolari esibizioni ed atteggiamenti, chiamandosi all'unisono. Questi includono movimenti "danzanti" che vengono eseguite durante e al di fuori della stagione riproduttiva e comportano una breve serie di salti e piegamenti realizzati dalla rotazione di uno intorno all'altra. La danza può anche essere un'attività di spostamento quando il nido o la prole sono minacciati. Le gru si riproducono principalmente durante i monsoni in India (da luglio a ottobre, anche se ci può essere una seconda nidiata), e si riscontrano riproduzioni in tutti i mesi dell'anno. Costriscono grandi nidi, piattaforme realizzate con canne e vegetazione nelle paludi umide o nelle risaie. Il nido viene costruito all'interno di acque basse accumulando giunchi, paglia, erbe con le radici e fango, in modo che la piattaforma superi il livello dell'acqua per formare una piccola isola. Il nido è palese e visibile, essendo visibile da lontano.

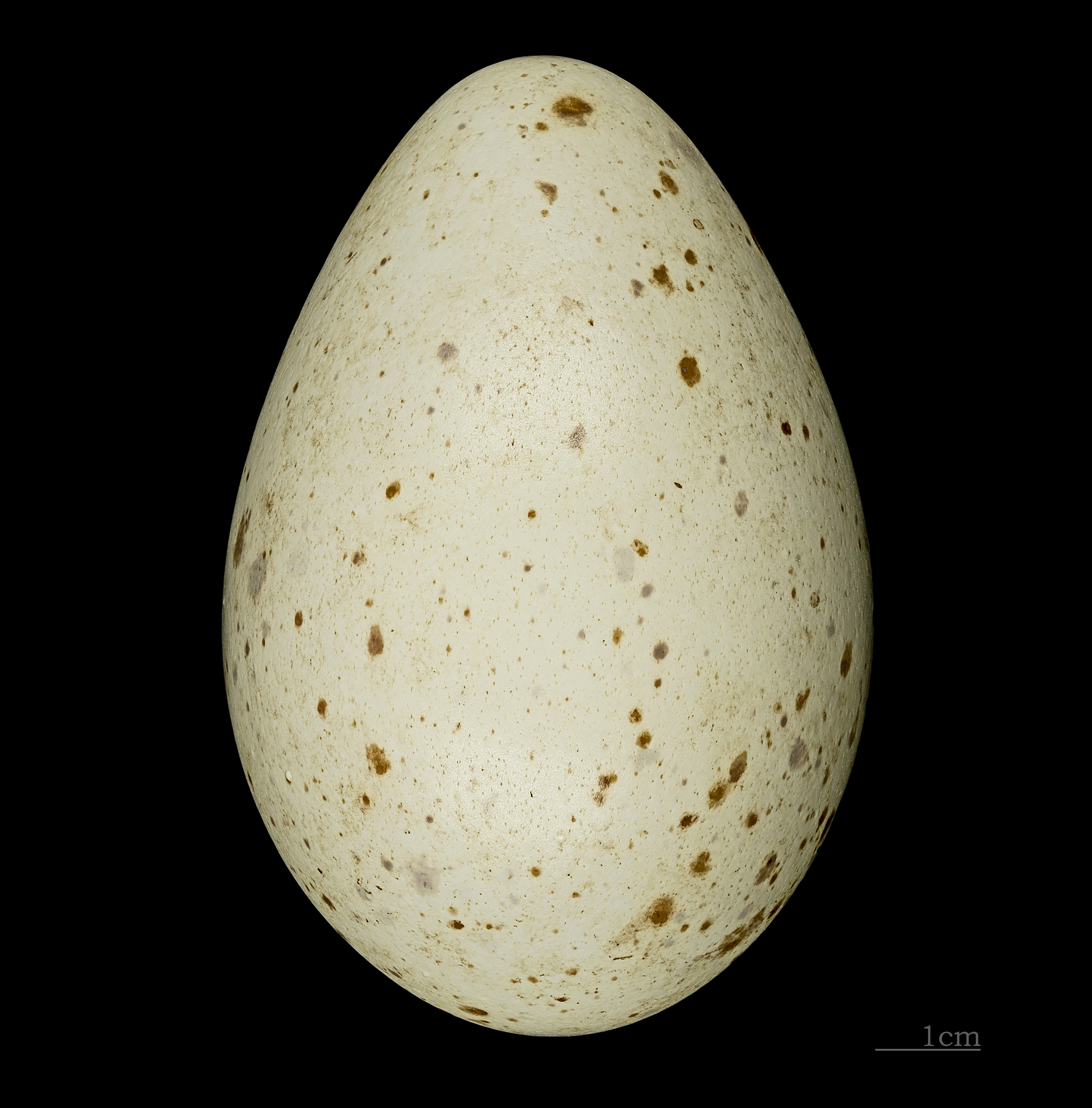
Uovo di Gru antigone.

Il nido può avere più di 2 metri di diametro ed essere alto un metro. Le coppie mostrano grande fedeltà al luogo del nido, spesso rimesso a nuovo e riutilizzato per ben cinque svezzamenti. Le covate sono generalmente costituite da un uovo a due (raramente tre o quattro) covate da entrambi i sessi per circa 31 giorni (media di 26–35 giorni). Le uova sono di colore bianco gesso e pesano circa 240 grammi. Quando disturbati nel nido, i genitori possono a volte tentare di nascondere le uova cercando di coprirle con materiale proveniente dal bordo del nido. I gusci d'uovo vengoni rimossi dai genitori, dopo la nascita dei pulcini, sia portandoli via che mangiandoli. Circa il 30% di tutte le coppie nidificanti riesce ad allevare pulcini tutti gli anni e la maggior parte delle coppie alleva uno o due pulcini, raramente tre. I pulcini sono alimentati dai genitori per i primi giorni, ma poi sono in grado di alimentarsi indipendentemente, seguendo i loro genitori. In caso di pericolo, i genitori utilizzano un cupo richiamo Korr-rr per segnalare ai pulcini di fermarsi dove si trovano. I giovani uccelli stanno con i genitori fino alla successiva stagione riproduttiva. Le gru si ritiene che abbiano fedeltà di coppia pert tutta la loro vita, tuttavia si sono riscontrati casi di "divorzio" e sostituzione del compagno o compagna.

### Fattori di mortalità

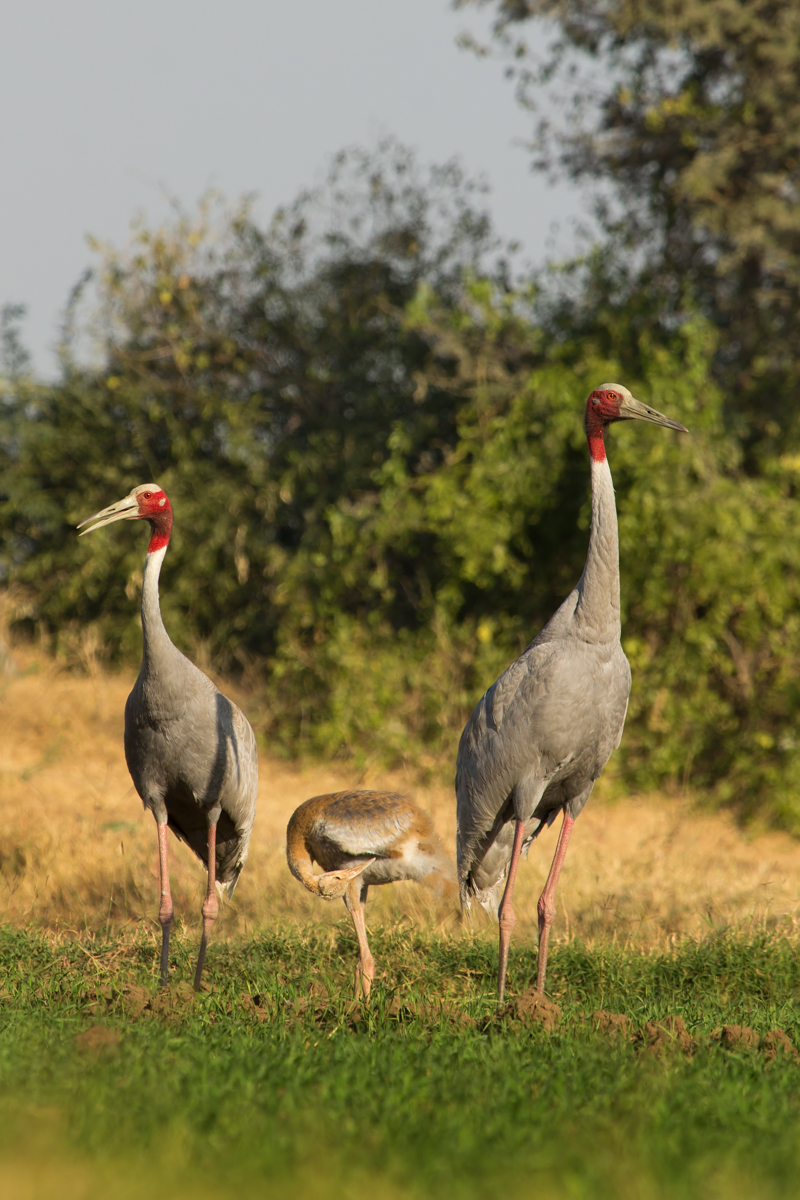
Una coppia con il loro pulcino al parco nazionale di Blackbuck National Park, Velavadar in India.

Le uova vengono talvolta predate dal nido dal corvo della jungla (Corvus macrorhynchos) e corvo indiano (C. splendens). In Australia, i predatori di giovani uccelli comprendono il dingo (Canis dingo) e la volpe (Vulpes vulpes) mentre l'Haliastur indus mangia le uova. Le uova possono talvolta essere eliminate dai contadini (per ridurre i danni alle colture) o dai bambini (per gioco), o talvolta dai braccianti come cibo o come raccolta opportunistica, durante i viaggi, di risorse forestali. Queste sono le cause principali di mortalità delle uova. Tra il 31 e il 100% dei nidi con uova può non riscontrare una nascita per queste ragioni. I pulcini sono anche soggetti a predazione (stimata in circa l'8%) e raccolta presso il nido, ma oltre il 30% muore per motivi sconosciuti. La riproduzione che va a buon fine (percentuale di uova da cova e sopravvissuti alla fase di involo) è stata stimata a circa il 20% in Gujarat e intorno al 51–58% nel sud est dell'Uttar Pradesh. Nelle zone in cui gli agricoltori sono tolleranti, nelle risaie allagate e nelle zone umide si riscontrano tassi simili di sopravvivenza. Le coppie che nidificano più avanti nella stagione hanno una minore possibilità di allevare pulcini con successo, ma questo migliora quando i territori hanno più zone umide. Il successo su 96 nidi di gru antigone, protetti dalla gente del posto, nel periodo 2009-2011, tramite un programma di pagamento per la conservazione, è stato dell'87%. Più coppie sono in grado di allevare i pulcini negli anni con precipitazioni totali più elevate e quando la qualità del territorio è indisturbata a causa di un aumento dell'agricoltura. La rimozione permanente di coppie da parte della popolazione, a causa di attività di sviluppo, ha causato una ridotta vitalità della popolazione ed è stato un fattore molto più importante rispetto al successo riproduttivo a causa di cambiamenti nelle precipitazioni totali annue.
Poco si conosce circa le malattie e i parassiti della gru antigone e dei loro effetti sulle popolazioni di uccelli selvatici. Uno studio condotto presso il Bioparco di Roma ha osservato che questi uccelli sono risultati resistenti all'antrace. Tra gli endoparassiti che sono stati descritti è compreso un trematoda, Opisthorhis dendriticus trovato nel fegato di una gru in cattività allo zoo di Londra e un Cyclocoelide (Allopyge antigones) da un uccello australiano. Come la maggior parte degli uccelli, hanno pidocchi degli uccelli e le specie registrate includono Heleonomus laveryi e Esthiopterum indicum.
In cattività è stato riscontrato che sono capaci di vivere fino a 42 anni. La mortalità precoce dei soggetti adulti è spesso il risultato di azioni umane. È stato rilevato avvelenamento accidentale da monocrotofos, clorpirifos e dieldrina con semi trattati utilizzati nelle aree agricole. Individui adulti hanno trovato la morte impattando contro le linee dell'alta tensione. Questo determina la morte di circa l'1% della popolazione locale per anno.

## Stato di conservazione

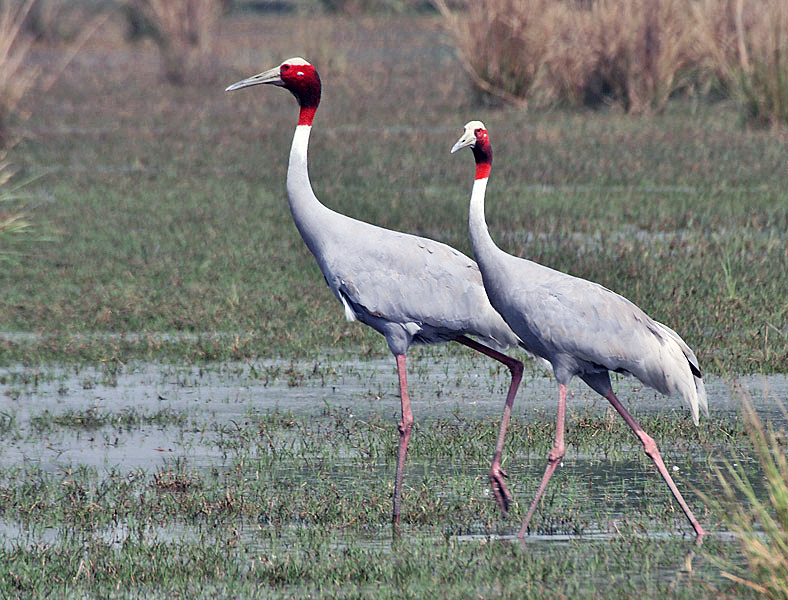
Queste gru si trovano normalmente in coppie o piccoli gruppi (parco nazionale Sultanpur)

C'erano circa 15-20.000 gru antigone adulti (stima) allo stato selvatico nel 2009. La popolazione indiana è inferiore a 10.000 esemplari, ma delle tre sottospecie, è la più sana in termini di numeri. Esse sono considerate sacre e gli uccelli sono tradizionalmente lasciati vivere, e in molte zone non hanno paura degli esseri umani. In passato si trovavano, in alcune occasioni, in Pakistan, ma non sono più presenti dalla fine degli anni 1980. La popolazione in India è tuttavia diminuita. Le stime della popolazione mondiale indicano che nel 2000 era al massimo del 10% circa e nel peggiore dei casi solo il 2,5% di quella che esisteva negli anni 1850. Molti agricoltori in India credono che queste gru danneggino le colture permanentemente, particularmente il riso, anche se gli studi dimostrano che l'alimentazione diretta di chicchi di riso provoca perdite pari a meno dell'uno per cento e il calpestio potrebbe spiegare la perdita di grano per circa 0,4 — 15 kg. L'atteggiamento degli agricoltori tende ad essere positivo nonostante tali danni, e questo ha aiutato la conservazione delle specie all'interno delle aree agricole. Il ruolo delle risaie può essere particolarmente importante per la conservazione degli uccelli, dal momento che le zone umide naturali sono sempre più minacciate dalle attività umane. La conversione delle zone umide in terreni agricoli e dei terreni agricoli per usi più urbani, sono le principali cause di perdita di habitat e declino della popolazione a lungo termine. Compensating farmers for crop losses has been suggested as a measure that may help. La popolazione australiana è stimata in più di 5.000 uccelli e può essere in aumento, tuttavia, la sottospecie del sud est asiatico è stata decimata dalla guerra, dal cambiamento degli habitat (come l'agricoltura intensiva e il prosciugamento delle zone umide) e dalla metà del XX secolo, erano scomparse da gran parte della sua zona che un tempo si estendeva fino al sud della Cina; alcuni (1500-2000) uccelli sono rimasti in diverse frammentate sottopopolazioni. Il pagamento a persone del posto per fare da guardia ai nidi e contribuire all'aumento della proliferazione è stato tentato nel nord della Cambogia. Il successo dei nidi protetti è stato significativamente più alto rispetto a quello dei nidi non protetti, e gli impatti positivi, a livello di popolazione, sono stati evidenti. Tuttavia, il programma ha anche causato gelosie locali che hanno portato al disturbo deliberato dei nidi, e non ha potuto far nulla per alleviare, su più vasta scala, le minacce permanenti a causa di perdite di habitat. I programmi di tale pagamento per la conservazione, sono nel migliore dei casi un complemento e non un sostituto per gli interventi più radicali che comprendono la conservazione dell'habitat e la gestione locale delle risorse. La poco nota popolazione delle Filippine si estinse nei tardi anni 1960.

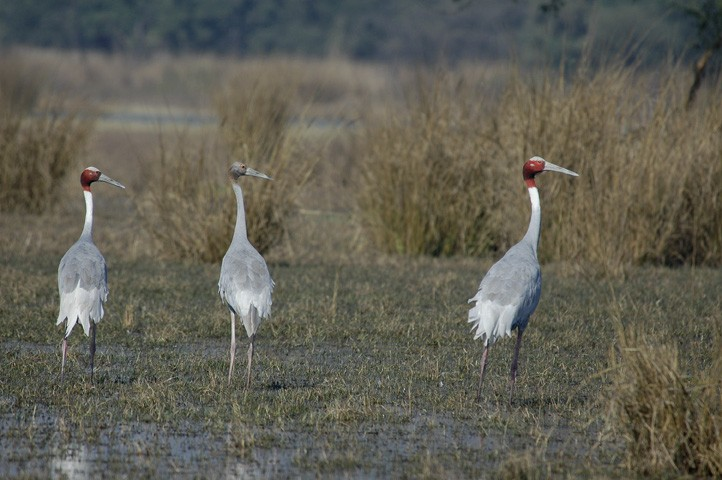
Gruppo familiare di due adulti e un pulcino.

La gru antigone è classificata specie vulnerabile nella lista rossa IUCN. Le minacce comprendono la distruzione degli habitat e/o degradazione, la caccia e la raccolta, così come l'inquinamento ambientale e, eventualmente, le malattie o le specie in competizione. Gli effetti della consanguineità nella popolazione australiana possono avere bisogno di essere studiati.
La specie è stata estirpata in Malaysia, Filippine a Thailandia. Un programma di reintroduzione in Thailandia si è avvalso di esemplari acquistati in Cambogia.

## Cultura

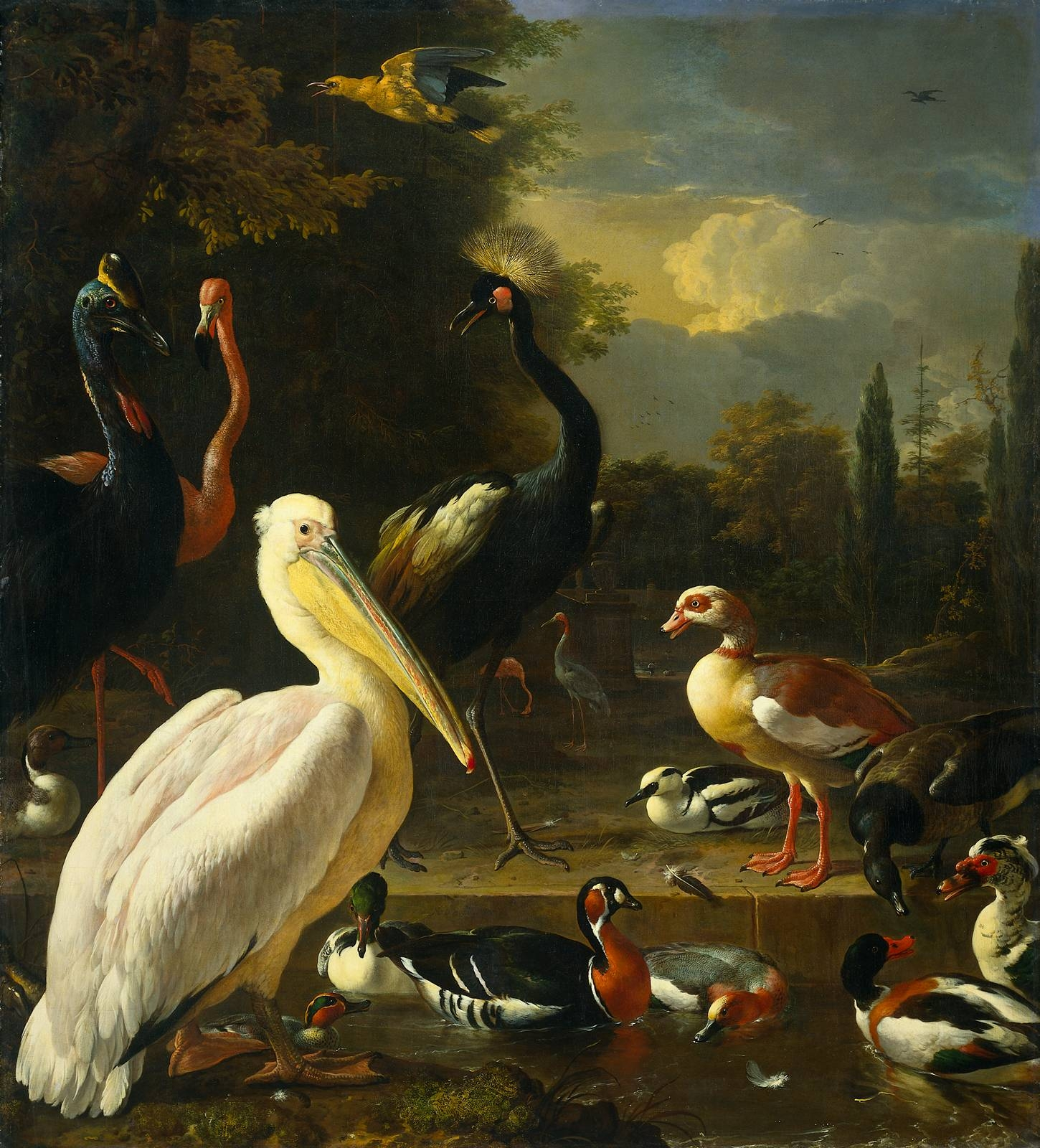
The Floating Feather : dipinto di Melchior d'Hondecoeter (circa 1680) rappresentante un gruppo di uccelli appartenente a Guglielmo III d'Inghilterra esposto nell'Het Loo Palace, mostra una gru antigone sullo sfondo.

La specie è venerata in India e la leggenda vuole che il poeta Vālmīki maledisse un cacciatore per l'uccisione di una gru antigone e venne poi ispirato a scrivere l'epopea del Rāmāyaṇa. La specie è stata una stretta contendente del pavone indiano come uccello nazionale dell'India. Tra i Gond, tribù classificate come "adoratori delle 5 divinità", la gru antigone è considerata sacra. La carne di gru antigone era considerata tabù nelle antiche scritture indù. È opinione diffusa che le coppie di gru antigone si uniscano per la vita e che la morte di un partner conduce l'altro a struggersi a morte. Sono un simbolo di virtù coniugale e in alcune parti del Gujarat, è abitudine di portare una coppia di novelli sposi a vedere una coppia di gru antigone. Onnipresenti nelle pianure alluvionali del Gange, osservazioni sulla loro biologia erano state fatte nell'Impero Moghul, da Jahangir, intorno all'anno 1607. Egli osservò, per esempio, che le specie deponevano sempre due uova con un intervallo di 48 ore, una dall'altra, e che il periodo di incubazione era di 34 giorni.

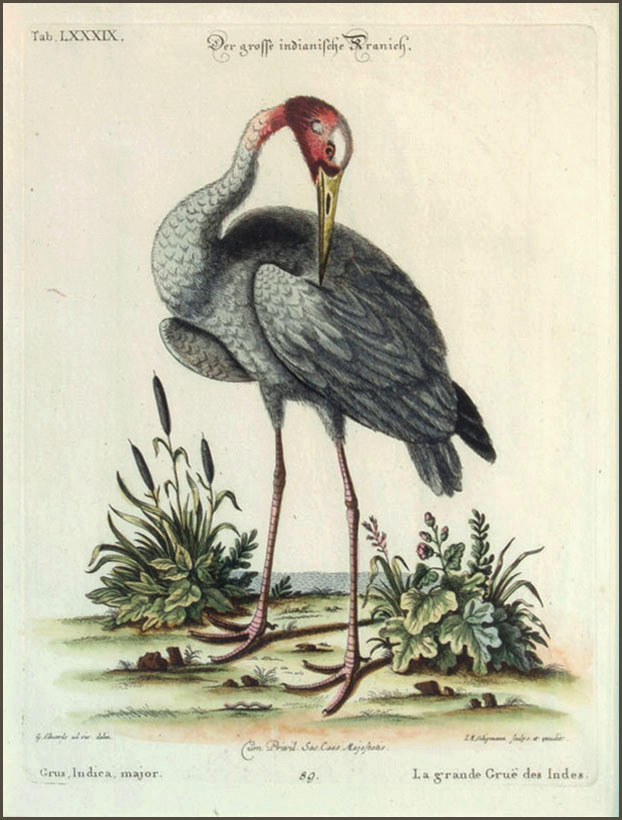
Lastra di Johann Michael Seligmann, pubblicata tra il 1749 e il 1776, basata su un'opera di George Edwards

Sebbene venerati e protetti dagli indiani, questi uccelli sono stati cacciati durante il periodo coloniale. È stato osservato che l'uccisione di un uccello porterebbe, il suo partner superstite, a strombazzare per molti giorni ed è stato tradizionalmente creduto che l'altro si sarebbe lasciato morire di fame. Anche i libri di caccia scoraggiano l'uccisione di questi uccelli. Secondo lo zoologo britannico del XIX secolo, Thomas Caverhill Jerdon, gli uccelli giovani erano buoni da mangiare, mentre quelli più anziani erano "senza valore per la tavola". Le uova della gru antigone sono comunque utilizzati come rimedi di medicina popolare in alcune parti dell'India.
I giovani uccelli, nel passato, erano spesso catturati e tenuti in gabbie, sia in India che in Europa. Inoltre vennero allevati con successo in cattività, all'inizio del XVII secolo, dall'Imperatore moghul Jahangir e in Europa e negli Stati Uniti d'America agli inizi degli anni 1930.
Lo Stato indiano dell'Uttar Pradesh usa la gru antigone come uccello simbolo ufficiale. Un velivolo indiano ad elica di 14 posti, il Saras, porta il nome di questa gru.